# Juancho Hernangómez
Juan Alberto "Juancho" Hernangómez Geuer (Madrid, 28 de septiembre de 1995) es un jugador de baloncesto español que pertenece a la plantilla del Panathinaikos BC de la A1 Ethniki griega. Con 2,06 metros de estatura su puesto natural en la cancha es el de ala-pívot. 
Es hijo de Margarita Geuer, jugadora de baloncesto campeona de Europa en 1993 con España y Guillermo Hernangómez. Tiene un hermano un año mayor que él, Willy, también jugador profesional de baloncesto.

## Trayectoria deportiva

### Primeros años

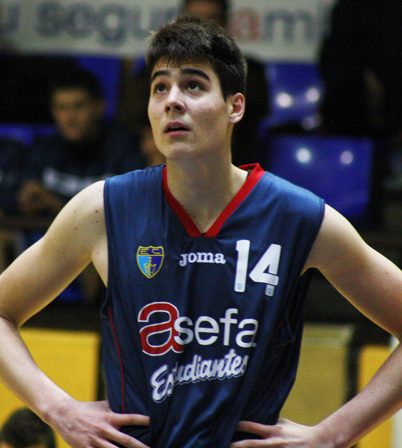
Juancho con Estudiantes en 2013.

Se formó en las categorías inferiores del Club Baloncesto Las Rozas, Real Madrid, CB Majadahonda y Estudiantes, equipo en el que hace su debut en la ACB en la temporada 2014-2015. En la temporada 2015-16 es elegido el mejor joven de la Liga ACB.

### NBA

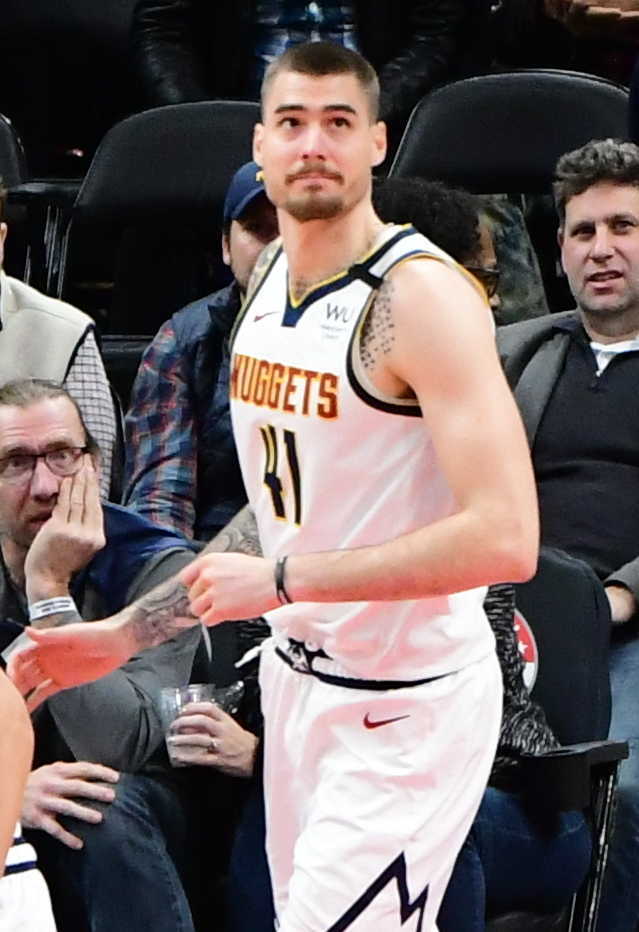
Juancho con Denver Nuggets en 2020.

En junio de 2016 fue elegido en primera ronda del Draft de la NBA de 2016 en la posición 15 por Denver Nuggets, equipo con el que firmó contrato por dos años garantizados. Con un career-high contra los Warriors con 27 puntos y 10 rebotes.
Jugó un partido con los Sioux Falls Skyforce el 7 de enero de 2017, con una gran actuación (17 puntos, 11 rebotes, 1 asistencia y 2 tapones) en el que su equipo venció 148-112 frente a los Texas Legends. Habitualmente, Juancho suele ir al campus que organiza con su hermano, después de finalizar la Summer League.
Tras tres temporadas y media en Denver, el 4 de febrero de 2020 es traspasado a Minnesota Timberwolves, en un traspaso múltiple entre cuatro equipos y que afectó a 12 jugadores.
Después de año y medio en Minnesota, el 17 de agosto de 2021, es traspasado a Memphis Grizzlies junto a Jarrett Culver a cambio de Patrick Beverley. Pero el 3 de septiembre es traspasado a Boston Celtics a cambio de Kris Dunn y Carsen Edwards. Tras disputar 18 encuentros con los Celtics esa temporada, ninguno de titular, el 18 de enero de 2022 es traspasado a San Antonio Spurs en un acuerdo a tres bandas. Disputa 5 encuentros con los Spurs antes de ser traspasado a Utah Jazz en un acuerdo entre tres equipos. El 30 de junio los Jazz rescinden su contrato, pasando a ser agente libre.
El 26 de julio de 2022 firmó un contrato por una temporada con los Toronto Raptors. El 28 de febrero de 2023 los Raptors cortaron a Hernangómez.

### Europa
En julio de 2023 firma por dos temporadas con el Panathinaikos BC de la A1 Ethniki griega.

### Selección nacional
En septiembre de 2019 fue campeón con España en la Copa Mundial de Baloncesto de 2019 en China.
En julio de 2021, durante la preparación de los Juegos Olímpicos de Tokio 2020, sufre una lesión en el hombro aunque finalmente es seleccionado para la cita olímpica. Pero días después su equipo, Minnesota Timberwolves, le prohíbe la participación en los Juegos.
En septiembre de 2022, fue parte del combinado absoluto español que participó en el EuroBasket 2022, donde ganaron el oro, al vencer en la final a Francia siendo el máximo anotador del partido con 27 puntos (incluyendo 7 triples), y siendo nombrado mejor jugador de la final.
Durante agosto y septiembre de 2023 fue integrante de la selección de España que participó en el Mundial de 2023 celebrado en Asia, y que finalizó en noveno lugar.
Entre julio y agosto de 2024 fue parte de la selección absoluta de España, que disputó los Juegos Olímpicos de París, finalizando en décima posición.

## Estadísticas de su carrera en la NBA

### Temporada regular
| Año     | Equipo      | PJ  | PT | MPP  | %TC  | %3P  | %TL  | RPP | APP | ROB | TPP | PPP  |
| ------- | ----------- | --- | -- | ---- | ---- | ---- | ---- | --- | --- | --- | --- | ---- |
| 2016-17 | Denver      | 62  | 9  | 13.6 | .453 | .411 | .750 | 3.0 | .5  | .5  | .2  | 4.9  |
| 2017-18 | Denver      | 25  | 3  | 11.1 | .387 | .280 | .833 | 2.2 | .5  | .2  | .1  | 3.3  |
| 2018-19 | Denver      | 70  | 25 | 19.4 | .439 | .365 | .767 | 3.8 | .8  | .4  | .3  | 5.8  |
| 2019-20 | Denver      | 34  | 0  | 12.4 | .345 | .250 | .640 | 2.8 | .6  | .1  | .1  | 3.1  |
| 2019-20 | Minnesota   | 14  | 14 | 29.4 | .453 | .420 | .609 | 7.3 | 1.3 | 1.0 | .3  | 12.9 |
| 2020-21 | Minnesota   | 52  | 6  | 17.3 | .435 | .327 | .619 | 3.9 | .7  | .4  | .1  | 7.2  |
| 2021-22 | Boston      | 18  | 0  | 5.3  | .185 | .167 | .667 | 1.4 | .2  | .2  | .1  | 1.1  |
| 2021-22 | San Antonio | 5   | 0  | 10.2 | .333 | .000 | .750 | 3.0 | .6  | .6  | .2  | 1.4  |
| 2021-22 | Utah        | 17  | 9  | 17.5 | .507 | .438 | .476 | 3.5 | .8  | .4  | .5  | 6.2  |
| 2022-23 | Toronto     | 42  | 10 | 14.6 | .421 | .254 | .563 | 2.9 | .6  | .4  | .1  | 2.9  |
| Total   | Total       | 339 | 76 | 15.5 | .428 | .342 | .676 | 3.3 | .6  | .4  | .2  | 5.0  |

### Playoffs
| Año   | Equipo | PJ | PT | MPP | %TC  | %3P  | %TL | RPP | APP | ROB | TPP | PPP |
| ----- | ------ | -- | -- | --- | ---- | ---- | --- | --- | --- | --- | --- | --- |
| 2019  | Denver | 5  | 0  | 2.9 | .333 | .500 | —   | .6  | .0  | .0  | .0  | .6  |
| 2022  | Utah   | 6  | 0  | 9.3 | .278 | .333 | —   | 2.0 | .8  | .3  | .0  | 2.3 |
| Total | Total  | 11 | 0  | 6.5 | .286 | .357 | —   | 1.4 | .5  | .2  | .0  | 1.5 |

## Estadísticas de su carrera en la Euroliga

### Temporada regular
| Año     | Equipo           | PJ | %TC  | %3P  | %TL  | RPP | APP | ROB | TPP | PPP |
| ------- | ---------------- | -- | ---- | ---- | ---- | --- | --- | --- | --- | --- |
| 2023-24 | Panathinaikos BC | 31 | .356 | .264 | .756 | 3.5 | .5  | 1.0 | .3  | 4.3 |
| Total   | Total            | 31 | .356 | .264 | .756 | 3.5 | .5  | 1.0 | .3  | 4.3 |

## Votaciones para elAll-Star Game de la NBA
| Año del All Star | Número de Votos | Elegido | Equipo                 |
| ---------------- | --------------- | ------- | ---------------------- |
| 2017             | 3.634           | No      | Denver Nuggets         |
| 2018             | 4.605           | No      | Denver Nuggets         |
| 2019             | 47.464          | No      | Denver Nuggets         |
| 2020             | 18.477          | No      | Denver Nuggets         |
| 2021             | 4.329           | No      | Minnesota Timberwolves |
| 2022             | 3.351           | No      | Boston Celtics         |
| 2023             | 11.841          | No      | Toronto Raptors        |

## Vida personal
De familia muy relacionada con el baloncesto, sus padres fueron jugadores profesionales; su padre, Guillermo Hernangómez, fue internacional en categorías inferiores y jugó en el Real Madrid y en el Estudiantes; su madre, Margarita Geuer, fue campeona de Europa con  España en el Eurobasket 1993 en Perugia; su hermano Willy Hernangómez (n. 1994); y su hermana Andrea Hernangómez (n. 2000) también son jugadores de baloncesto.
En 2022 protagonizó Garra (Hustle), una película producida por Adam Sandler y LeBron James y estrenada en la plataforma Netflix.